# Сафин, Марат Финатович
Марат Финатович Сафин (14 марта 1972, Свердловск) — советский и российский футболист и игрок в мини-футбол, выступавший на позиции нападающего. Сыграл 17 матчей и забил 1 гол в высшей лиге России.

## Биография
Воспитанник свердловского футбола. На взрослом уровне начал выступать в 1989 году в команде «МЦОП Металлург» из Верхней Пышмы, выступавшей во второй советской лиге. 17 апреля 1991 года дебютировал в составе «Уралмаша» в матче Кубка СССР против «Экибастузца». В дальнейшем снова играл за клуб из Верхней Пышмы, который теперь выступал в соревнованиях КФК, за полтора сезона забил в его составе 24 гола.
Летом 1992 года вернулся в «Уралмаш», первый матч в высшей лиге России сыграл 3 сентября 1992 года против «Крыльев Советов». Единственный гол на высшем уровне забил 10 ноября 1992 года в ворота «Кубани». Всего за полтора сезона принял участие в 17 матчах высшей лиги, из них только один отыграл полностью.
В 1994 году выступал за «Уралец» из Нижнего Тагила, в дальнейшем играл за любительские клубы Екатеринбурга и области.
С середины 1990-х годов также играл в мини-футбол за клубы Екатеринбурга.
После окончания карьеры работает тренером, тренирует команду девочек в ДЮСШ «Урал».